# Glenview (Illinois)
Glenview ist eine Gemeinde (mit dem Status „Village“) im Cook County im Nordosten des US-amerikanischen Bundesstaates Illinois. Im Jahr 2020 hatte Glenview 48.705 Einwohner.
Glenview ist Bestandteil der Metropolregion Chicago.

## Geografie
Glenview liegt im nördlichen Vorortbereich von Chicago wenige Kilometer westlich des Michigansees. Der Ort liegt auf 42°04′11″ nördlicher Breite und 87°47′16″ westlicher Länge und erstreckt sich über 35 km². Die Grenze zu Wisconsin befindet sich rund 50 km nördlich.
Nachbarorte von Glenview sind Wilmette (östlich), Skokie (südöstlich), Niles, Morton Grove und Golf (südlich), Des Plaines (südwestlich), Prospect Heights (westlich), Northbrook (nördlich) und Northfield (nordöstlich).
Das Stadtzentrum von Chicago liegt 30,5 km südsüdöstlich von Glenview. Die nächstgelegenen weiteren Großstädte sind Milwaukee in Wisconsin (118 km nördlich) und Rockford (134 km westnordwestlich).

## Verkehr
Glenview liegt zwischen den Interstates 94 und 294 die von Chicago nach Norden führen. Durch Glenview führen die Illinois State Routes 21 und 43. Bei allen weiteren Straßen handelt es sich um Stadtstraßen ohne Fernstraßennummerierung.
Durch Glenview führt die Milwaukee District/North Line, eine von Chicago nach Norden führende Linie der METRA, einem mit einer S-Bahn vergleichbaren Nahverkehrssystem im Großraum Chicago. Es gibt zwei kleine Bahnhöfe in der Stadt.
Auch die Eisenbahnlinie Amtrak hat einen Haltepunkt in Glenview.
Etwa 4 km nordwestlich des Gemeindegebiets befindet sich der Chicago Executive Airport, der vor allem für Charterflüge genutzt wird. Der internationale Großflughafen Chicago O’Hare befindet sich 20,9 km südwestlich von Glenview.

## Demografische Daten
Nach der Volkszählung im Jahr 2010 lebten in Glenview 44.692 Menschen in 16.013 Haushalten. Die Bevölkerungsdichte betrug 1276,9 Einwohner pro Quadratkilometer. In den 16.013 Haushalten lebten statistisch je 2,67 Personen.
Ethnisch betrachtet setzte sich die Bevölkerung zusammen aus 83,2 Prozent Weißen, 1,0 Prozent Afroamerikanern, 0,1 Prozent amerikanischen Ureinwohnern, 12,5 Prozent Asiaten sowie aus anderen ethnischen Gruppen; 1,6 Prozent stammten von zwei oder mehr Ethnien ab. Unabhängig von der ethnischen Zugehörigkeit waren 5,8 Prozent der Bevölkerung spanischer oder lateinamerikanischer Abstammung.
24,6 Prozent der Bevölkerung waren unter 18 Jahre alt, 55,7 Prozent waren zwischen 18 und 64 und 19,7 Prozent waren 65 Jahre oder älter. 52,6 Prozent der Bevölkerung war weiblich.
Glenview ist ein wohlhabender Vorort von Chicago. Das jährliche Durchschnittseinkommen eines Haushalts lag bei 107.037 USD. Das Pro-Kopf-Einkommen betrug 53.246 USD. 3,8 Prozent der Einwohner lebten unterhalb der Armutsgrenze.

## Söhne und Töchter der Stadt
- John A. Lynn (* 1943), Militärhistoriker und Hochschullehrer
- Sam Witwer (* 1977), Schauspieler und Synchronsprecher
- Brian Fahey (* 1981), Eishockeyspieler
- Patrick Stump (* 1984), Musiker und Musikproduzent
- Al Montoya (* 1985), Eishockeytorwart
- Alice Lee (* 1989), Schauspielerin und Sängerin
- Andrew Clinkman (* 1991), Jazzmusiker
- Olivia Smoliga (* 1994), Schwimmsportlerin